# فرودگاه ماراو
فرودگاه ماراو (به انگلیسی: Marau Airport) یک فرودگاه با کد یاتا RUS است. این فرودگاه در کشور جزایر سلیمان قرار دارد.

## شرکت‌های هواپیمایی و مقصدهای پروازی
| شرکت‌های هواپیمایی | مقصدهای پروازی |
| ----------------- | -------------- |
| Solomon Airlines  | هونیارا        |